# Adam Gierek
Adam Gierek este un om politic polonez, membru al Parlamentului European în perioada 2004-2009 din partea Poloniei.